# Lester Patrick

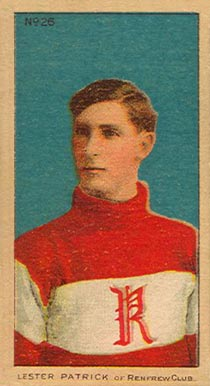
Lester Patrick med Renfrew Creamery Kings på Imperial Tobaccos hockeykort från 1911.

Curtis Lester Patrick, född 30 december 1883 i Drummondville, Centre-du-Québec, död 1 juni 1960 i Victoria, British Columbia, var en kanadensisk professionell ishockeyspelare, ishockeytränare och ishockeypionjär. Patrick spelade för Montreal Wanderers i ECAHA, Renfrew Creamery Kings i NHA samt Victoria Senators, Victoria Aristocrats, Spokane Canaries, Seattle Metropolitans och Victoria Cougars i PCHA och WHL åren 1905–1926.

## Karriär

### Montreal Wanderers och Renfrew Creamery Kings
Lester Patrick vann Stanley Cup med Montreal Wanderers 1906 och 1907. 1906 besegrade Wanderers Ottawa Senators i ett dubbelmöte med målskillnaden 12-10. Wanderers vann första matchen komfortabelt med 9-1 men Senators stormade tillbaka i det andra mötet mellan lagen och ledde med 9-1. Två sena mål från Lester Patricks klubba som putsade förlustsiffrorna till 9-3 avgjorde dock matchserien till Wanderers fördel.
I januari 1907 fick Wanderers kapitulera Stanley Cup till utmanarlaget Kenora Thistles som vann de två mötena lagen emellan med siffrorna 4-2 och 8-6. Wanderers fick dock en ny chans att spela om Stanley Cup i mars samma år i ett återmöte med Kenora Thistles i Winnipeg. Wanderers vann första matchen med 7-2 och trots att laget förlorade returmötet med 6-5 vann klubben tillbaka Stanley Cup med målskillnaden 12-8.
Säsongen 1910 spelade Lester Patrick, tillsammans med sin yngre bror Frank Patrick, för Renfrew Creamery Kings i den nystartade ligan National Hockey Association och gjorde 24 mål på 12 matcher.

### PCHA och WCHL
1911 var Lester Patrick tillsammans med Frank Patrick med om att starta upp ligan Pacific Coast Hockey Association i British Columbia på den kanadensiska västkusten. Lester Patrick ledde ett av lagen i Victoria medan Frank var associerad med Vancouver Millionaires. Bröderna Patrick lockade många stjärnspelare som Hugh Lehman, Ernie "Moose" Johnson, Jimmy Gardner, Harry Hyland och Newsy Lalonde till PCHA från lagen i NHA i östra Kanada.
Lester Patrick var associerad med PCHA och laget i Victoria från 1912 till 1926. Laget bytte namn ett flertal gånger, först från Victoria Senators till Victoria Aristocrats. På grund av bland annat dåligt publikstöd flyttade laget säsongen 1916–17 söderut till Spokane i Washington och döptes om till Spokane Canaries. Säsongen 1917–18 lades laget tillfälligt ner och Lester Patrick spelade då istället för Seattle Metropolitans som han även tränade. Säsongen 1919 var Victoria Aristocrats tillbaka i PCHA och Patrick spelade med laget fram till och med säsongen 1921–22.
Säsongen 1924–25 vann Patrick Stanley Cup som tränare för Victoria Cougars sedan Montreal Canadiens besegrats med 3-1 i matcher i finalserien. Som medlemmar av Western Canada Hockey League blev Cougars det sista laget utanför NHL att vinna Stanley Cup. Därefter spelade Patrick en sista säsong för Cougars i Western Hockey League 1925–26.

### NHL
Lester Patrick spelade två matcher för New York Rangers i NHL som spelande tränare, en säsongen 1926–27 samt en under 1928 års Stanley Cup-slutspel, ett slutspel som Rangers segrade i. Patrick tränade New York Rangers från säsongen 1926–27 till och med säsongen 1938–39 med två Stanley Cup som resultat, 1928 och 1933.
1947 valdes Lester Patrick in i Hockey Hall of Fame där även hans bror Frank Patrick är medlem.

## Statistik

### Spelare
MNWHA = Manitoba & Northwestern Hockey Association, CAHL = Canadian Amateur Hockey League, ECAHA = Eastern Canada Amateur Hockey Association
| 1903–04            | Brandon Hockey Club    | MNWHA              | 12  | 4  | 2  | 6   | –   | –  | –  | – | –  | –  |
|                    |                        | Stanley Cup        | –   | –  | –  | –   | –   | 2  | 0  | 0 | 0  | 0  |
| 1905               | Montreal Westmount     | CAHL               | 8   | 4  | 0  | 4   | –   | –  | –  | – | –  | –  |
| 1906               | Montreal Wanderers     | ECAHA              | 9   | 17 | 0  | 17  | 26  | 2  | 3  | 0 | 3  | 3  |
| 1907               | Montreal Wanderers     | ECAHA              | 9   | 11 | 0  | 11  | 11  | –  | –  | – | –  | –  |
|                    |                        | Stanley Cup        | –   | –  | –  | –   | –   | 6  | 10 | 0 | 10 | 32 |
| 1907–08            | Nelson Pros            | BCHL               | –   | –  | –  | –   | –   | 2  | 1  | 0 | 1  | –  |
| 1908–09            | Edmonton Professionals | Trä.               | 1   | 1  | 0  | 1   | 3   | –  | –  | – | –  | –  |
|                    |                        | Stanley Cup        | –   | –  | –  | –   | –   | 2  | 1  | 1 | 2  | 3  |
|                    | Nelson Hockey Club     | Trä.               | 2   | 4  | 0  | 4   | 3   | –  | –  | – | –  | –  |
| 1910               | Renfrew Creamery Kings | NHA                | 12  | 24 | 0  | 24  | 25  | –  | –  | – | –  | –  |
| 1912               | Victoria Senators      | PCHA               | 16  | 10 | 0  | 10  | 9   | –  | –  | – | –  | –  |
| 1912–13            | Victoria Senators      | PCHA               | 15  | 14 | 5  | 19  | 12  | –  | –  | – | –  | –  |
| 1913–14            | Victoria Aristocrats   | PCHA               | 9   | 5  | 5  | 10  | –   | –  | –  | – | –  | –  |
|                    |                        | Stanley Cup        | –   | –  | –  | –   | –   | 3  | 2  | 0 | 2  | 0  |
| 1914–15            | Victoria Aristocrats   | PCHA               | 17  | 12 | 5  | 17  | 15  | –  | –  | – | –  | –  |
| 1915–16            | Victoria Aristocrats   | PCHA               | 18  | 13 | 11 | 24  | 27  | –  | –  | – | –  | –  |
| 1916–17            | Spokane Canaries       | PCHA               | 23  | 10 | 11 | 21  | 15  | –  | –  | – | –  | –  |
| 1917–18            | Seattle Metropolitans  | PCHA               | 17  | 2  | 8  | 10  | 15  | 2  | 0  | 1 | 1  | 0  |
| 1919               | Victoria Aristocrats   | PCHA               | 9   | 2  | 5  | 7   | 0   | –  | –  | – | –  | –  |
| 1919–20            | Victoria Aristocrats   | PCHA               | 11  | 2  | 2  | 4   | 3   | –  | –  | – | –  | –  |
| 1920–21            | Victoria Aristocrats   | PCHA               | 5   | 2  | 3  | 5   | 13  | –  | –  | – | –  | –  |
| 1921–22            | Victoria Aristocrats   | PCHA               | 2   | 0  | 0  | 0   | 0   | –  | –  | – | –  | –  |
| 1925–26            | Victoria Cougars       | WHL                | 23  | 5  | 8  | 13  | 20  | 2  | 0  | 0 | 0  | 2  |
| 1926–27            | New York Rangers       | NHL                | 1   | 0  | 0  | 0   | 2   | –  | –  | – | –  | –  |
| 1927–28            | New York Rangers       | NHL                | –   | –  | –  | –   | –   | 1  | 0  | 0 | 0  | 0  |
| PCHA totalt        | PCHA totalt            | PCHA totalt        | 142 | 72 | 55 | 127 | 109 | 2  | 0  | 1 | 1  | 0  |
| ECAHA totalt       | ECAHA totalt           | ECAHA totalt       | 18  | 27 | 0  | 27  | 38  | 2  | 3  | 0 | 3  | 3  |
| Stanley Cup totalt | Stanley Cup totalt     | Stanley Cup totalt | –   | –  | –  | –   | –   | 13 | 13 | 1 | 14 | 35 |

### Tränare
M = Matcher, V = Vinster, F = Förluster, O = Oavgjorda, P = Poäng, Div. = Divisionsresultat
| Lag                   | Liga        | Säsong      | Grundserie | Grundserie | Grundserie | Grundserie | Grundserie | Grundserie              | Slutspel                                               |
| Lag                   | Liga        | Säsong      | M          | V          | F          | O          | P          | Div.                    | Resultat                                               |
| --------------------- | ----------- | ----------- | ---------- | ---------- | ---------- | ---------- | ---------- | ----------------------- | ------------------------------------------------------ |
| Victoria Senators     | PCHA        | 1912        | 16         | 7          | 9          | 0          | 14         | 3:a i PCHA              | –                                                      |
| Victoria Senators     | PCHA        | 1912–13     | 15         | 10         | 5          | 0          | 20         | 1:a i PCHA              | –                                                      |
| Victoria Aristocrats  | PCHA        | 1913–14     | 16         | 10         | 6          | 0          | 20         | 1:a i PCHA              | Förlorade i Stanley Cup-final                          |
| Victoria Aristocrats  | PCHA        | 1914–15     | 17         | 4          | 13         | 0          | 8          | 3:a i PCHA              | –                                                      |
| Victoria Aristocrats  | PCHA        | 1915–16     | 18         | 5          | 13         | 0          | 10         | 4:a i PCHA              | –                                                      |
| Spokane Canaries      | PCHA        | 1916–17     | 23         | 8          | 15         | 0          | 16         | 4:a i PCHA              | –                                                      |
| Seattle Metropolitans | PCHA        | 1917–18     | 18         | 11         | 7          | 0          | 22         | 1:a i PCHA              | Förlorade i ligaslutspelet                             |
| Victoria Aristocrats  | PCHA        | 1919        | 20         | 7          | 13         | 0          | 14         | 3:a i PCHA              | –                                                      |
| Victoria Aristocrats  | PCHA        | 1919–20     | 22         | 10         | 12         | 0          | 20         | 3:a i PCHA              | –                                                      |
| Victoria Aristocrats  | PCHA        | 1920–21     | 24         | 10         | 13         | 1          | 21         | 3:a i PCHA              | –                                                      |
| Victoria Aristocrats  | PCHA        | 1921–22     | 24         | 11         | 12         | 1          | 23         | 3:a i PCHA              | –                                                      |
| Victoria Cougars      | PCHA        | 1922–23     | 30         | 16         | 14         | 0          | 32         | 2:a i PCHA              | Förlorade i ligaslutspelet                             |
| Victoria Cougars      | PCHA        | 1923–24     | 30         | 11         | 18         | 1          | 23         | 3:a i PCHA              | –                                                      |
| Victoria Cougars      | WCHL        | 1924–25     | 28         | 16         | 12         | 0          | 32         | 3:a i WCHL              | Segrade i ligaslutspelet Vann Stanley Cup              |
| Victoria Cougars      | WHL         | 1925–26     | 30         | 15         | 11         | 4          | 34         | 3:a i WHL               | Segrade i ligaslutspelet Förlorade i Stanley Cup-final |
| New York Rangers      | NHL         | 1926–27     | 44         | 25         | 13         | 6          | 56         | 1:a i American Division | Förlorade i andra rundan                               |
| New York Rangers      | NHL         | 1927–28     | 44         | 19         | 16         | 9          | 47         | 2:a i American Division | Vann Stanley Cup                                       |
| New York Rangers      | NHL         | 1928–29     | 44         | 21         | 13         | 10         | 52         | 2:a i American Division | Förlorade i Stanley Cup-final                          |
| New York Rangers      | NHL         | 1929–30     | 44         | 17         | 17         | 10         | 44         | 3:a i American Division | Förlorade i andra rundan                               |
| New York Rangers      | NHL         | 1930–31     | 44         | 19         | 16         | 9          | 47         | 3:a i American Division | Förlorade i andra rundan                               |
| New York Rangers      | NHL         | 1931–32     | 48         | 23         | 17         | 8          | 53         | 1:a i American Division | Förlorade i Stanley Cup-final                          |
| New York Rangers      | NHL         | 1932–33     | 48         | 23         | 17         | 8          | 53         | 3:a i American Division | Vann Stanley Cup                                       |
| New York Rangers      | NHL         | 1933–34     | 48         | 21         | 19         | 8          | 50         | 3:a i American Division | Förlorade i första rundan                              |
| New York Rangers      | NHL         | 1934–35     | 48         | 22         | 20         | 6          | 50         | 3:a i American Division | Förlorade i andra rundan                               |
| New York Rangers      | NHL         | 1935–36     | 48         | 19         | 17         | 12         | 50         | 4:a i American Division | –                                                      |
| New York Rangers      | NHL         | 1936–37     | 48         | 19         | 20         | 9          | 47         | 3:a i American Division | Förlorade i Stanley Cup-final                          |
| New York Rangers      | NHL         | 1937–38     | 48         | 27         | 15         | 6          | 60         | 2: i American Division  | Förlorade i första rundan                              |
| New York Rangers      | NHL         | 1938–39     | 48         | 26         | 16         | 6          | 58         | 2:a i NHL               | Förlorade i andra rundan                               |
| PCHA totalt           | PCHA totalt | PCHA totalt | 273        | 120        | 150        | 3          | 243        |                         |                                                        |
| NHL totalt            | NHL totalt  | NHL totalt  | 604        | 281        | 216        | 107        | 669        |                         |                                                        |